# Egybolis dohertyi
Egybolis dohertyi là một loài bướm đêm trong họ Noctuidae.